# Tourville (S637)
El Tourville (S637) es un submarino de ataque de propulsión nuclear (SSN) de la Marine Nationale (Francia) y la tercera nave de la clase Suffren (o clase Barracuda).
Después del Suffren y el Duguay-Trouin, será el tercero de los seis de la clase Suffren del programa Barracuda, la segunda generación del SNA de la Armada francesa. Lleva el nombre de la Vicealmirante y Mariscal de Francia Anne Hilarion de Costentin de Tourville.
Su construcción comenzó el 28 de junio de 2011 en Cherburgo.